# Rajd Zulu South Africa 2006
Rajd Zulu South Africa 2006 (35. Zulu Rally of South Africa) – 35 edycja rajdu samochodowego Rajd Zulu South Africa rozgrywanego w Południowej Afryce. Rozgrywany był od 26 do 27 maja 2006 roku. Była to pierwsza runda Intercontinental Rally Challenge w roku 2006 oraz czwarta runda Rajdowych Mistrzostw Afryki i czwarta runda Rajdowych Mistrzostw Afryki Południowej. Składał się z 12 odcinków specjalnych.

## Klasyfikacja rajdu
| Miejsce                | Kierowca               | Pilot                  | Samochód                   | Czas                   | Strata                 |                        |
| Klasyfikacja generalna | Klasyfikacja generalna | Klasyfikacja generalna | Klasyfikacja generalna     | Klasyfikacja generalna | Klasyfikacja generalna | Klasyfikacja generalna |
| ---------------------- | ---------------------- | ---------------------- | -------------------------- | ---------------------- | ---------------------- | ---------------------- |
| 1                      | Alister McRae          | Gordon Noble           | Mitsubishi Lancer Evo VIII | 2:31:48.0              | 0.0                    |                        |
| 2.                     | Enzo Kuun              | Guy Hodgson            | Volkswagen Polo S2000 MK4  | 2:32:44.0              | +56.0                  |                        |
| 3.                     | Etienne Lourens        | Andre Vermeulen        | Toyota Corolla S2000       | 2:37:16.0              | +5:28.0                |                        |
| 4.                     | Robbie Head            | Robin Houghton         | Mitsubishi Lancer Evo IX   | 2:37:58.0              | +6:10.0                |                        |
| 5.                     | Hergen Fekken          | Pierre Arries          | Volkswagen Polo S2000 MK4  | 2:38:19.0              | +6:31.0                |                        |
| 6.                     | Fernando Rueda         | Martin Botha           | Mitsubishi Lancer Evo IX   | 2:38:36.0              | +6:48.0                |                        |
| 7.                     | Nicholas Ryan          | Schalk van Heerden     | Subaru Impreza WRX STi     | 2:40:31.0              | +8:43.0                |                        |
| 8.                     | Jean-Pierre Damseaux   | Cobus Vrey             | Toyota Run-X RSi           | 2:40:50.0              | +9:02.0                |                        |
| 9.                     | Serge Damseaux         | Robert Paisley         | Toyota Corolla S2000       | 2:42:12.0              | +10:24.0               |                        |
| 10.                    | Jon Williams           | Douglas Williams       | Volkswagen Polo            | 2:42:33.0              | +10:45.0               |                        |